# Jon Erling Wevling
Jon Erling Wevling, född 1973, är en norsk skådespelare. 

## Filmografi
Enligt Internet Movie Database och Svensk filmdatabas:
- 1990 – Døden på Oslo S
- 1996 – Hamsun
- 1997 – DX 13036 (kortfilm)
- 2000 – Aberdeen
- 2000 – Hotel Cæsar (TV-serie)
- 2004 – Hawaii, Oslo
- 2008 – En perfekt dag for golf (kortfilm)